# La Mina, Abasolo
La Mina är en ort i Mexiko.   Den ligger i kommunen Abasolo och delstaten Guanajuato, i den centrala delen av landet, 270 km väster om huvudstaden Mexico City. La Mina ligger 1 758 meter över havet och antalet invånare är 152.
Terrängen runt La Mina är platt västerut, men österut är den kuperad. Runt La Mina är det ganska tätbefolkat, med 160 invånare per kvadratkilometer. Närmaste större samhälle är Abasolo, 3,8 km nordost om La Mina. Trakten runt La Mina består till största delen av jordbruksmark.